# 列瓦涅夫斯基島
列瓦涅夫斯基島是俄羅斯的島嶼，屬於法蘭士約瑟夫地群島的一部分，位於哈雷島以南1.8公里，由阿爾漢格爾斯克州負責管轄，長1.7公里、寬0.5公里，最高點海拔高度27米。该地以苏联试飞员希吉兹蒙德·亚历山德罗维奇·列瓦涅夫斯基的名字命名。